# Xanthorhoe pomoeriaria
Xanthorhoe pomoeriaria là một loài bướm đêm trong họ Geometridae.